# Байер, Эрнст
Эрнст Байер, (нем. Ernst Baier, 27 сентября 1905 года — 8 июля 2001 года) — немецкий фигурист, выступавший в парном катании с Макси Гербер, а также соревновавшийся в мужском одиночном катании. На Олимпийских играх 1936 года он завоевал медали в обеих дисциплинах: золото — в парах и серебро — как одиночник. На играх четырьмя годами ранее он выступил значительно хуже.
Гербер и Байер также были четырёхкратными чемпионами мира (подряд с 1936 по 1939 годы), пятикратными чемпионами Европы (подряд с 1935 года по 1939) и пятикратными чемпионами Германии (с 1934 по 1936, 1938 и 1939 годы). Они были первыми, исполнившими параллельный прыжок на соревнованиях.
В одиночном катании кроме серебряной Олимпийской медали Эрнст выигрывал две бронзы и два серебра мировых чемпионатов, а также три серебряных и две бронзовых медали чемпионата Европы.
Параллельно спортивной карьере Эрнст Байер обучался архитектуре. Гербер и Байер участвовали в съемках в фильме «Олимпия» режиссёра Лени Рифеншталь.
После окончания любительской карьеры в 1940 году, Гербер и Байер поженились, у них было два сына и дочь. После Второй мировой войны они выступали в различных шоу, а позже, в 1951 году, основали собственное предприятие «Ледовый балет Макси и Эрнста Байера» (нем. Eisballett Maxi und Ernst Baier). Впоследствии они продали свой бизнес владельцам тура «Holiday on Ice».
В 1964 году Гербер и Байер развелись. Несколькими годами позже Эрнст женился на шведской фигуристке и в этом браке у него была ещё одна дочь. Однако этот брак тоже распался. Позже он снова женился на Макси Гербер, но вскоре они развелись повторно.

## Спортивные достижения

### Мужское одиночное катание
| Соревнования            | 1929 | 1930 | 1931 | 1932 | 1933 | 1934 | 1935 | 1936 | 1937 | 1938 |
| ----------------------- | ---- | ---- | ---- | ---- | ---- | ---- | ---- | ---- | ---- | ---- |
| Зимние Олимпийские игры |      |      |      | 5    |      |      |      | 2    |      |      |
| Чемпионаты мира         |      |      | 3    | 3    | 2    | 2    |      |      |      |      |
| Чемпионаты Европы       | 7    | 5    | 2    | 2    | 2    |      | 3    | 3    |      |      |
| Чемпионаты Германии     | 2    |      |      |      | 1    | 1    | 1    | 1    | 1    | 1    |

### Парное катание
(с Макси Гербер)
| Соревнования            | 1934 | 1935 | 1936 | 1937 | 1938 | 1939 | 1940 | 1941 |
| Зимние Олимпийские игры |      |      | 1    |      |      |      |      |      |
| Чемпионаты мира         | 3    |      | 1    | 1    | 1    | 1    |      |      |
| Чемпионаты Европы       |      | 1    | 1    | 1    | 1    | 1    |      |      |
| Чемпионаты Германии     | 1    | 1    | 1    |      | 1    | 1    | 1    | 1    |